# Гуанин
Гуанин је једна од четири главне нуклеобазе које се налазе у нуклеинским киселинама (ДНК и РНК). Гуанин је дериват пурина, а у базном пару прави три водоничне везе са цитозином. Гуанин се „гомила“ вертикално са осталим нуклеобазама помоћу ароматских интеракција. Гуанин је таутомер (види кето-енол таутомеризам). Нуклеозид гуанина је гуанозин.
Гуанин је такође име беле аморфне супстанце која се налази у крљуштима одређених риба, измету одређених птица и јетри и панкреасу сисара. У ствари, име нуклеинске базе је изведено из термина 'гуано' (птичији измет), јер је гуанин први пут изолован из птичијег измета.